# Maryland Cycling Classic
Das Maryland Cycling Classic ist ein Straßenradrennen für Männer in den Vereinigten Staaten.
Das Eintagesrennen wurde erstmals in der Saison 2022 ausgetragen. Die Strecke führt auf hügeligem Terrain durch den Bundesstaat Maryland mit Ziel in Baltimore. Das Rennen ist seit der Erstaustragung Teil der UCI ProSeries.

## Palmarès
| Jahr | Sieger            | Zweiter           | Dritter         |          |
| ---- | ----------------- | ----------------- | --------------- | -------- |
| 2022 | Sep Vanmarcke     | Nickolas Zukowsky | Neilson Powless |          |
| 2023 | Mattias Skjelmose | Neilson Powless   | Hugo Houle      |          |
| 2024 | abgesagt          | abgesagt          | abgesagt        | abgesagt |